# Cagny, Calvados
Cagny là một xã ở tỉnh Calvados, thuộc vùng Normandie ở tây bắc nước Pháp.